# Banyallarga molliculum
Banyallarga molliculum är en nattsländeart som först beskrevs av Martynov 1871.  Banyallarga molliculum ingår i släktet Banyallarga och familjen Calamoceratidae. Inga underarter finns listade i Catalogue of Life.